# コーサラ国

コーサラ国

後期ヴェーダ時代のコーサラ国およびその他の国々

コーサラ国（もしくはコーサラ王国、英: Kosala、サンスクリット: कोसल）は、古代インドの王国で、その版図はおおむねアワド地方、つまり現在のインドのウッタル・プラデーシュ州に相当する。後期ヴェーダ時代にジャナパダ(Janapada)と呼ばれる小国（領域）群のひとつとして勃興し、近隣のヴィデーハ国と交流があった。仏教経典の『増支部』（漢訳仏典における『阿含経』の1つ『増一阿含経』に相当）や、ジャイナ教の教典の『バガヴァティー・スートラ』によれば、コーサラ国は紀元前6世紀から5世紀における十六大国のひとつに数えられ、文化的・政治的に大国の地位を得ていた。しかし、マガダ国との一連の戦争により弱体化し、紀元前4世紀には最終的に併合されてしまった。
コーサラ国には、アヨーディヤー、サケット（Saket）、シュラーヴァスティー（漢訳：舎衛城）の3大都市をはじめ、セータヴィヤ（Setavya）、ウカッタ（Ukattha）、ダンダカッパ（Dandakappa）、ナラカパナ（Nalakapana）、パンカダ（Pankadha）などの町があった。（ヒンドゥー教の聖典）プラーナ文献や、叙事詩『ラーマーヤナ』によれば、コーサラ国の首都は、イクシュヴァーク王の治世下においてはアヨーディヤー、十六大国時代（紀元前6～5世紀）においてはシュラーヴァスティーであった。マウリヤ朝滅亡後の時代（紀元前2～1世紀）には、コーサラ王は（再び）アヨーディヤーにおいて硬貨を発行していた。

## プラーナ文献の時代

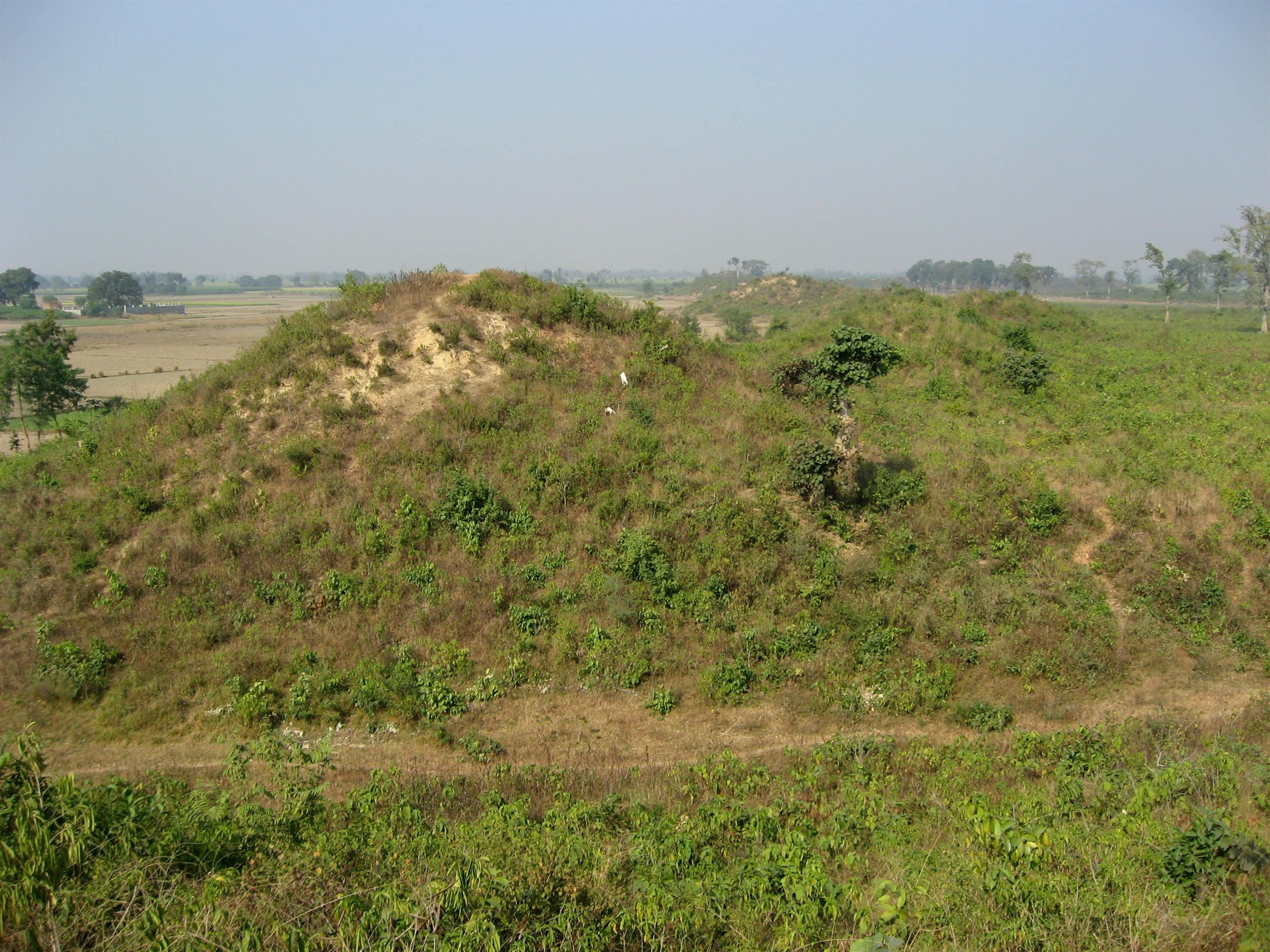
コーサラ国の首都シュラーヴァスティーの市壁跡

コーサラは、初期のヴェーダ文献には言及されていないが、『シャタパタ・ブラーフマナ』や『カルパ・スートラ』など後期の文献においては、ひとつの地域として言及されている 。

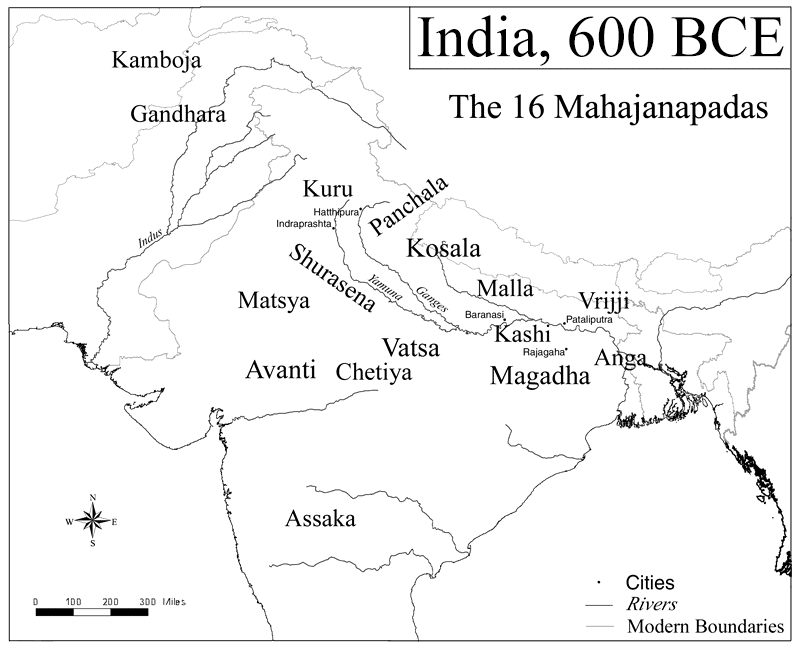
十六大国時代のコーサラ国

『ラーマーヤナ』、『マハーバーラタ』、プラーナ文献などによれば、コーサラ国の王家はイクシュヴァーク王に遡るとされている。プラーナ文献にはイクシュヴァーク王からプラセーナジット王までの王の名が記されている。『ラーマーヤナ』によれば、ラーマが首都アヨーディヤーからコーサラ国を支配したとされる。
仏教経典の『マッジマ・ニカーヤ』（中阿含経）には、ゴータマ・ブッダがコーサラ国の者であること（コーサラ国が、ゴータマ・ブッダの出身と信じられている釈迦族を属国としていたこと）、ジャイナ教において24番目（にして最後）のティールタンカラ（祖師）であるマハーヴィーラがコーサラで説法をしたことが述べられている。マハーコーサラ王の時代に、近隣のカーシー国を征服・併合した。マハーコーサラ王の後を継いだのがプラセーナジット王であり、ゴータマ・ブッダを信奉していた。プラセーナジット王が不在の間、大臣のディーガ・チャラヤナ（Digha Charayana）が息子のヴィドゥーダバを王位につけた。それから遠からず、コーサラ王国は隣国のマガダ国に併合された。

## マウリヤ朝以前
イクシュヴァーク王朝がアワド地方のコーサラの民を治めていた。マガダ国のハリヤナ王朝のアジャータシャトル王との戦いに敗れた。

## マウリヤ朝期
マウリヤ朝の時代、コーサラはコーサンビー総督の支配下にあったと考えられている 。 マウリヤ朝の王チャンドラグプタが発行したと考えられている、ソガウラ（Sohgaura：インドのウッタル・プラデーシュ州の地名）の銅板の銘には、シュラーヴァスティーにおいて飢饉があり、これについての官僚の対策が描かれている。サンスクリット文献『ガルガ・サンヒター』の「ユガ・プラーナ」の章では、マウリヤ朝最後の王ブリハドラタの治世に、（コーサラの）サケットが、ヤヴァナ（Yavana：インド・グリーク朝（アレクサンダー大王以後もインドにとどまったギリシャ人の国））に侵攻・占領されたことが記されている 。

## マウリヤ朝以後
マウリヤ朝以後の時代におけるコーサラの支配者の名は、彼らによって発行された四角形の銅貨によって知ることができる。その大部分はアヨーディヤーで発見された 。ムラデーヴァ（Muladeva）、ヴァユデーヴァ（Vayudeva）、ヴィシャカデーヴァ（Vishakhadeva）、ダナデーヴァ（Dhanadeva ）、ナラダッタ（Naradatta）、ジェシュタダッタ（Jyesthadatta）、シヴァダッタ（Shivadatta）の名が挙げられる。銅貨にあるムラデーヴァがシュンガ朝のヴァスミトラを殺害したムラデーヴァかどうかは解明されていない（歴史学者のジャガナート（Jagannath）が解明を試みた） 。ダナデーヴァ王は、アヨーディヤーの碑文におけるダナデーヴァ王（紀元前1世紀）であると同定されている。このサンスクリット語の碑文において、カウシキプトラ・ダナデーヴァ王（King Kaushikiputra Dhanadeva）は父ファルグデーヴァ（Phalgudeva）の記念のため「ケタナ（ketana）」（旗手）の役職を設けたこと、彼自身がシュンガ朝のプシャミトラ王から数えて6代目にあたることが記されている。